# محمد غدار
محمد غدار (عربی: محمد غدار؛ زاده ۱ ژانویهٔ ۱۹۸۴) یک بازیکن فوتبال است.
وی همچنین در تیم ملی فوتبال لبنان بازی کرده است.